# 니코 니코테라

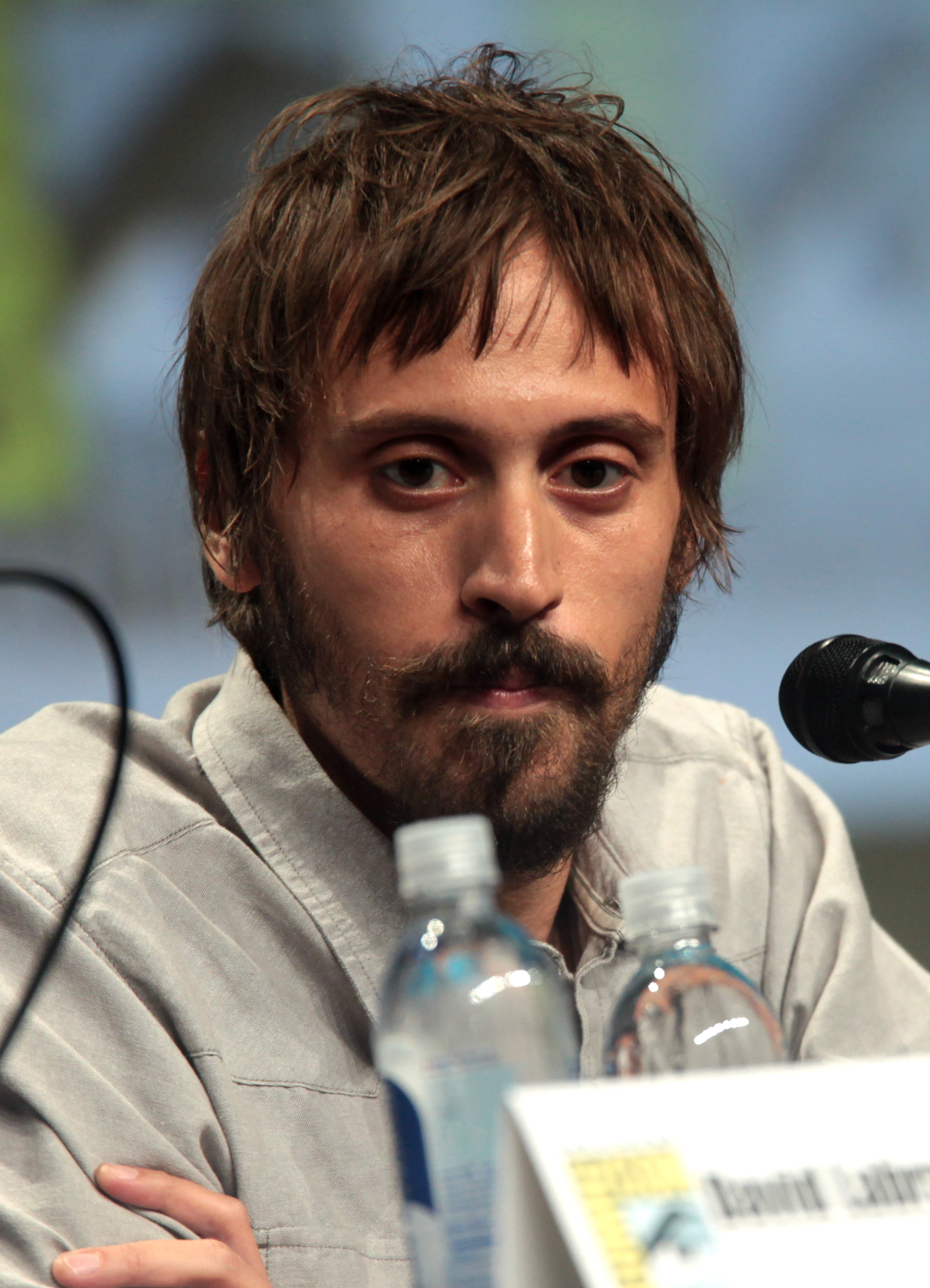

니코 니코테라(Niko Nicotera, 1950년 ~ )는 미국의 배우, 텔레비전 배우이다.
기센에서 태어났다.

## 방송
- 썬즈 오브 아나키 7
- 썬즈 오브 아나키 6
- 썬즈 오브 아나키 5
- 썬즈 오브 아나키 4

## 영화
- 선 독스 (2017년)
- 렛 미 메이크 유 어 마터 (2016년)
- 시크릿 인 데어 아이즈 (2015년)
- 썬즈 오브 아나키 7 (2014년)
- 더 퍼지:거리의 반란 (2014년) - 로디 역
- 죽이고 싶었습니다 (2011년)
- 미라클맨 (2010년)
- 블랙비어드 (2006년)
- 미이라 비기닝 (2006년)
- 아이콘 (2005년)